# Фруктовый (Ставропольский край)
Фрукто́вый — посёлок в составе Минераловодского района (городского округа) Ставропольского края России.

## География
Расстояние до краевого центра: 106 км. Расстояние до районного центра: 30 км.

## История
До 2015 года посёлок входил в упразднённый Гражданский сельсовет.

## Население
| 1989 | 2002 | 2010 | 2014 |
| ---- | ---- | ---- | ---- |
| 157  | ↘152 | ↘125 | ↘100 |

По данным переписи 2002 года, 52 % населения — русские.

## Инфраструктура
ФАП. Открыт в 2023 году.